# Taranto Calcio 2002-2003
Questa pagina raccoglie le informazioni riguardanti il Taranto Calcio nelle competizioni ufficiali della stagione 2002-2003.

## Stagione
Nella stagione 2002-2003 il Taranto disputa il girone B del campionato di Serie C1, raccoglie 41 punti con il nono posto di classifica. Tre diversi allenatori sulla panchina tarantina non sono bastati per raggiungere l'obiettivo dei Play-off. Anzi, la partenza è stata negativa, al termine del girone di andata il Taranto era ancora terz'ultimo con soli 17 punti. Un bel girone di ritorno, concluso con un bottino di 24 punti, ha permesso di chiudere il torneo in sicurezza, ma lontano quindici punti dagli spareggi promozione. Miglior realizzatore Francesco Passiatore con 9 centri in campionato. Nella Coppa italia Nazionale, il Taranto disputa il girone 8 che ha promosso la Reggina, vincendo una sola partita contro il Messina (1-0), perdendo nettamente contro Reggina e Palermo. Nella Coppa Italia di Serie C entra in scena nei sedicesimi di finale, ma viene subito eliminato nel doppio confronto con il Brindisi.

## Rosa
| N. |                            | Ruolo | Calciatore                 |
| -- | -------------------------- | ----- | -------------------------- |
|    | Italia (bandiera)          | C     | Michele Andrisani          |
|    | Italia (bandiera)          | D     | Rosario Bennardo           |
|    | Italia (bandiera)          | D     | Errico Braca               |
|    | Italia (bandiera)          | P     | Gennaro Capasso            |
|    | Italia (bandiera)          | C     | Massimiliano Cappioli      |
|    | Italia (bandiera)          | C     | Alfredo Cariello           |
|    | Italia (bandiera)          | A     | Alessandro Corallo         |
|    | Italia (bandiera)          | A     | Domenico Costanzo          |
|    | Italia (bandiera)          | D     | Paolo Cozzi                |
|    | Italia (bandiera)          | C     | Fiorenzo D'Ainzara         |
|    | Italia (bandiera)          | C     | Vincenzo De Liguori        |
|    | Italia (bandiera)          | P     | Nicola Di Bitonto          |
|    | Italia (bandiera)          | C     | Diego Di Chiara            |
|    | Italia (bandiera)          | D     | Fabio Di Fausto            |
|    | Italia (bandiera)          | D     | Gilberto D'Ignazio Pulpito |
|    | Rep. Dominicana (bandiera) | C     | Vinicio Espinal            |
|    | Italia (bandiera)          | D     | Gianluca Esposito          |
|    | Italia (bandiera)          | D     | Giacomo Filippi            |
|    | Italia (bandiera)          | D     | Cristiano Gagliarducci     |

| N. |                     | Ruolo | Calciatore           |
| -- | ------------------- | ----- | -------------------- |
|    | Italia (bandiera)   | A     | Fabio Gentili        |
|    | Italia (bandiera)   | D     | Giuseppe Geraldi     |
|    | Italia (bandiera)   | C     | Domenico Giugliano   |
|    | Bolivia (bandiera)  | C     | Luis Liendo          |
|    | Italia (bandiera)   | C     | Gianni Migliorini    |
|    | Italia (bandiera)   | D     | Alex Frer Negro      |
|    | Italia (bandiera)   | A     | Francesco Passiatore |
|    | Italia (bandiera)   | C     | Gianluca Petrachi    |
|    | Italia (bandiera)   | D     | Luca Pinton          |
|    | Italia (bandiera)   | C     | Nicola Pizzolla      |
|    | Italia (bandiera)   | A     | Giovanni Pompei      |
|    | Italia (bandiera)   | A     | Michele Scarci       |
|    | Italia (bandiera)   | P     | Nicola Signorile     |
|    | Italia (bandiera)   | D     | Paolo Siroti         |
|    | Italia (bandiera)   | A     | Gianluca Triuzzi     |
|    | Italia (bandiera)   | A     | Massimiliano Vadacca |
|    | Italia (bandiera)   | C     | Giorgio Venturin     |
|    | Italia (bandiera)   | C     | Giuseppe Vives       |
|    | Bulgaria (bandiera) | A     | Petăr Žabov          |

## Risultati

### Campionato

#### Girone di andata
| Arbitro: | Liberti (Genova) |

|                             |           |  |
| De Amicis 57’ Teodorani 77’ | Marcatori |  |

| Taranto 8 settembre 2002 2ª giornata | Taranto            | 0 – 0 | Teramo | Stadio Erasmo Iacovone\| Arbitro: \| Brunialti (Trento) \| |
| Arbitro:                             | Brunialti (Trento) |       |        |                                                            |

| Arbitro: | Romeo (Verona) |

|                        |           |  |
| Manca 46’ Piccioni 71’ | Marcatori |  |

| Taranto 22 settembre 2002 4ª giornata | Taranto          | 0 – 2 | Fermana | Stadio Erasmo Iacovone\| Arbitro: \| Rocchi (Firenze) \| |
| Arbitro:                              | Rocchi (Firenze) |       |         |                                                          |

| Benevento 29 settembre 2002 5ª giornata | Sporting Benevento | 0 – 0 | Taranto | Stadio Santa Colomba\| Arbitro: \| Cenni (Imola) \| |
| Arbitro:                                | Cenni (Imola)      |       |         |                                                     |

| Arbitro: | Gava (Conegliano) |

|                                            |           |  |
| Migliorini 29’ Žabov 50’, 73’ Cariello 80’ | Marcatori |  |

| Arbitro: | Banti (Livorno) |

|                   |           |              |
| Cau 21’ Nassi 26’ | Marcatori | 83’ Cariello |

| Arbitro: | C. Rubino (Salerno) |

|            |           |               |
| Pompei 11’ | Marcatori | 75’ Calvaresi |

| Arbitro: | Brunialti (Trento) |

|               |           |  |
| Tarantino 75’ | Marcatori |  |

| Arbitro: | Crugliano (Crotone) |

|                     |           |  |
| Passiatore 33’, 51’ | Marcatori |  |

| Arbitro: | Marchesi (Bergamo) |

|                |           |              |
| Biagioni 45+3’ | Marcatori | 9’ Andrisani |

| Arbitro: | Stefanini (Prato) |

|                                |           |                                                 |
| Triuzzi 43’ Giraldi 62’ (aut.) | Marcatori | 7’ Staffolani 45+1’ Balleello 72’ (rig.) Borneo |

| Arbitro: | Cenni (Imola) |

|               |           |  |
| Giampaolo 13’ | Marcatori |  |

| Arbitro: | Velotto (Grosseto) |

|                                |           |                        |
| Filippi 42’ (rig.), 45’ (rig.) | Marcatori | 13’ Pollini 20’ Aurino |

| Arbitro: | Herberg (Messina) |

|  |           |              |
|  | Marcatori | 12’ Petrachi |

| Arbitro: | Zambon (Padova) |

|                |           |  |
| De Liguori 72’ | Marcatori |  |

| Arbitro: | Vicinanza (Albenga) |

|                         |           |  |
| Zattarin 10’ Doardo 54’ | Marcatori |  |

#### Girone di ritorno
| Arbitro: | Rocchi (Firenze) |

|                       |           |                |
| Passiatore 23’ (rig.) | Marcatori | 89’ Delvecchio |

| Arbitro: | Tonolini (Milano) |

|                    |           |              |
| Motta 22’ Pepe 60’ | Marcatori | 84’ Petrachi |

| Arbitro: | Tagliavento (Terni) |

|  |           |             |
|  | Marcatori | 48’ Moretti |

| Arbitro: | Romeo (Verona) |

|  |           |                               |
|  | Marcatori | 48’ Petrachi 90+3’ Passiatore |

| Lecce 2 febbraio 2003 22ª giornata | Taranto       | 0 – 0 | Sporting Benevento | Stadio Via del Mare\| Arbitro: \| Ciampi (Roma) \| |
| Arbitro:                           | Ciampi (Roma) |       |                    |                                                    |

| Sora 9 febbraio 2003 23ª giornata | Sora                | 0 – 0 | Taranto | Stadio Claudio Tomei\| Arbitro: \| G. Rubino (Salerno) \| |
| Arbitro:                          | G. Rubino (Salerno) |       |         |                                                           |

| Arbitro: | Herberg (Messina) |

|                                 |           |                |
| Triuzzi 36’, 59’ Passiatore 88’ | Marcatori | 63’, 64’ Nassi |

| Arbitro: | Zanardo (Conegliano) |

|            |           |                                |
| Pagana 58’ | Marcatori | 13’ Passiatore 50’ G. Esposito |

| Arbitro: | Tonolini (Milano) |

|                   |           |  |
| Cappioli 45’, 76’ | Marcatori |  |

| Arbitro: | Giordano (Caltanissetta) |

|              |           |  |
| Da Silva 22’ | Marcatori |  |

| Arbitro: | Nicoletti (Macerata) |

|            |           |  |
| Filippi 9’ | Marcatori |  |

| Arbitro: | Torella (Roma) |

|                   |           |                     |
| Borneo 77’ (rig.) | Marcatori | Passiatore 11’, 74’ |

| Arbitro: | Mariuzzo (Venezia) |

|  |           |                                              |
|  | Marcatori | 20’ (aut.) Filippi 43’ Apa 56’, 66’ Biancone |

| Viterbo 19 aprile 2003 31ª giornata | Viterbese       | 0 – 0 | Taranto | Stadio Enrico Rocchi\| Arbitro: \| Salati (Trento) \| |
| Arbitro:                            | Salati (Trento) |       |         |                                                       |

| Taranto 27 aprile 2003 32ª giornata | Taranto               | 0 – 0 | Torres | Stadio Erasmo Iacovone\| Arbitro: \| C. Rodomonti (Teramo) \| |
| Arbitro:                            | C. Rodomonti (Teramo) |       |        |                                                               |

| Arbitro: | Zambon (Padova) |

|                           |           |                |
| Molino 51’ Capparella 79’ | Marcatori | 86’ Passiatore |

| Arbitro: | Didato (Agrigento) |

|                |           |               |
| De Liguori 65’ | Marcatori | 64’ Cherubini |

### Coppa Italia

#### Girone 8
| Arbitro: | Ayroldi (Molfetta) |

|  |           |                                     |
|  | Marcatori | 16’ Nakamura 36’ Savoldi 78’ Mozart |

| Arbitro: | Gabriele (Frosinone) |

|                                              |           |  |
| Maniero 27’ (rig.), 54’ Mascara 61’ Asta 86’ | Marcatori |  |

| Arbitro: | Ayroldi (Molfetta) |

|              |           |  |
| Cariello 49’ | Marcatori |  |

Classifica finale Girone 8
| Squadra    | P.ti | G | V | N | P | GF | GS | DR |
| ---------- | ---- | - | - | - | - | -- | -- | -- |
| 1. Reggina | 7    | 3 | 2 | 1 | 0 | 4  | 0  | +4 |
| 2. Palermo | 4    | 3 | 1 | 1 | 1 | 5  | 2  | +3 |
| 3. Taranto | 3    | 3 | 1 | 0 | 2 | 1  | 7  | -6 |
| 4. Messina | 2    | 3 | 0 | 2 | 1 | 1  | 2  | -1 |

### Coppa Italia Serie C

#### Sedicesimi di finale
| Arbitro: | Latella (Potenza) |

|                  |           |              |
| Gagliarducci 65’ | Marcatori | 16’ Sardelli |

| Arbitro: | Carlucci (Molfetta) |

|                               |           |  |
| Terrevoli 34’ Pinciarelli 45’ | Marcatori |  |